# LazyTown Entertainment
 LazyTown Entertainment è un'azienda televisiva islandese, fondata nel 2002 da Magnús Scheving.
È nota per la serie Lazy Town e per lo spin-off Lazy Town Extra.

## Serie televisive
- Lazy Town (2004 - 2014)
- Lazy Town Extra (2008)

| Controllo di autorità | VIAF (EN) 125752265 · LCCN (EN) nb2009026289 |